# Zucchero! That Sugar Film
Zucchero! That Sugar Film (That Sugar Film) è un film-documentario australiano del 2014 scritto, diretto, co-prodotto ed interpretato da Damon Gameau.
Il film, uscito In Italia il 19 maggio 2016, contiene una critica sull'eccessivo uso di zucchero raffinato da parte dell'industria alimentare, che rappresenta un importante fattore per la diffusione del sovrappeso delle persone in Australia e nei paesi più sviluppati.

## Trama

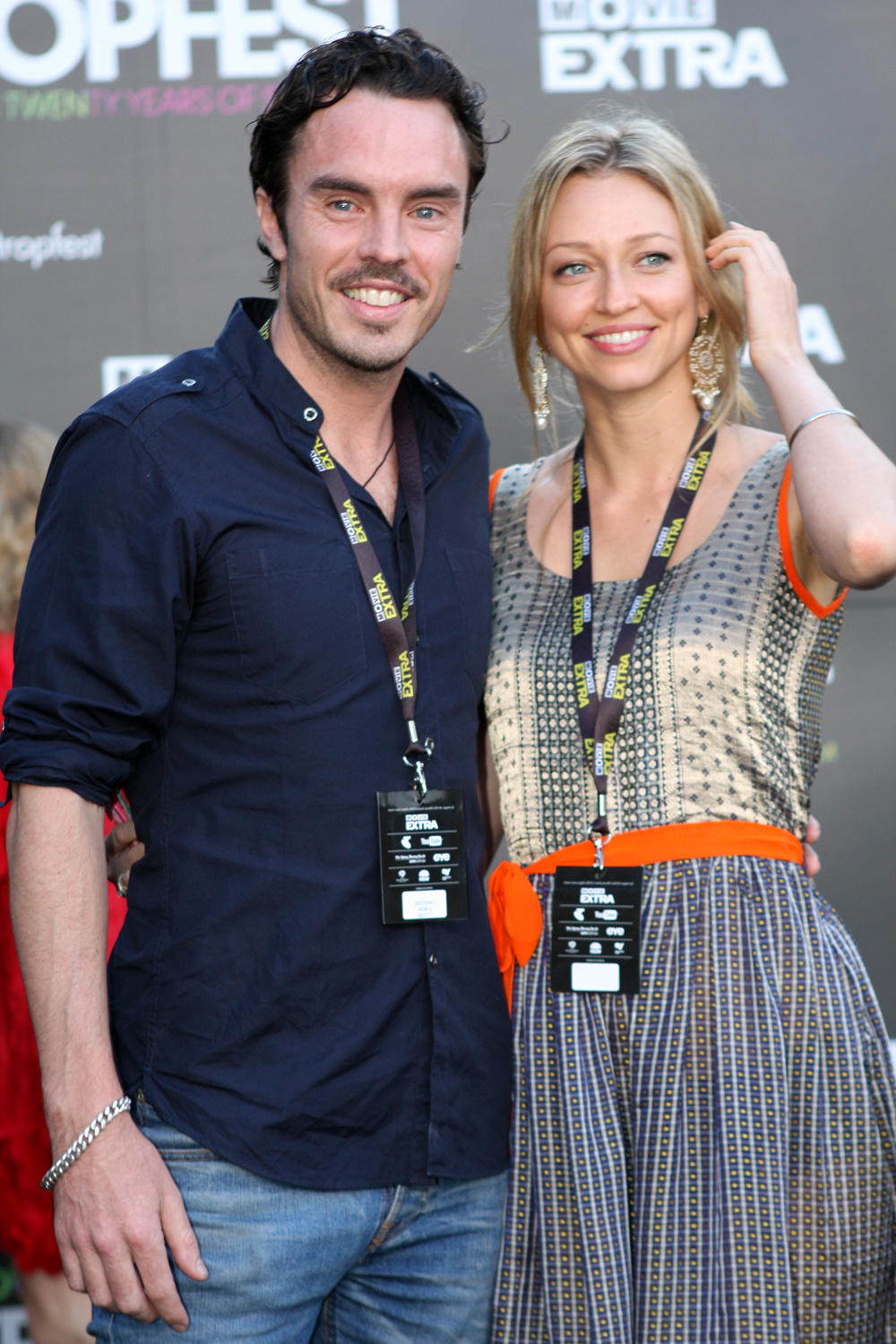
Damon Gameau e Zoe Tuckwell-Smith

Il regista Damon Gameau non consuma zucchero raffinato da 3 anni e non beve alcol o caffeina da 5 anni, ed è in ottima salute. In occasione della gravidanza della propria compagna Zoe Tuckwell-Smith, il registra australiano decide di sottoporsi in prima persona un esperimento di 60 giorni, sotto monitoraggio medico, e documentare gli effetti sul proprio corpo causati da una dieta a basso contenuto di grassi ma con molto zucchero e basata esclusivamente su prodotti alimentari considerati e pubblicizzati come "sani" e "a basso contenuto di zucchero", come lo yogurt magro, i succhi di frutta e bevande light, i cereali, la verdura in scatola e le barrette di muesli.
Durante il film Gameau illustra gli effetti causati dall'eccessivo consumo di zucchero, sia per la salute pubblica sia da un punto di vista sociale, raccontando la situazione degli aborigeni australiani (che, a causa del consumo compulsivo e incontrollato di zucchero, soffrono spesso di insufficienza renale da zucchero). Inoltre, durante un viaggio negli Stati Uniti d'America, scopre l'esistenza di una malattia causata dalla nota bevanda gassata Mountain Dew, che contiene una grande quantità di caffeina e sciroppo di mais ad alto contenuto di fruttosio, che porta alla perdita di tutti i denti.
Una volta scoperto di aver di fatto inconsapevolmente consumato circa quaranta zollette di zucchero al giorno, Gameau si renderà conto di come l'industria falsifichi e ometta la verità sugli abusi di tale sostanza, presente in circa l'80% dei cibi confezionati.
Al termine dei 60 giorni, in cui il protagonista assume l'equivalente di 40 cucchiaini (equivalenti a 160 grammi) di zucchero al giorno, gli viene riscontrato un peggioramento della salute, con un aumento del peso di 8,5 kg e del 7% del grasso corporeo, l'ingrossamento di 10 cm del giro vita, ingrossamento del fegato causato da steatosi epatica (già a partire dal 18º giorno), mancanza cronica di sonno con un principio di depressione ed uno di obesità e diabete. Inoltre, pur continuando a svolgere la stessa attività fisica e pur mantenendo lo stesso apporto calorico di prima (2.300 calorie al giorno), Gameau non riesce mai a percepire il senso di sazietà, ma anzi va alla ricerca di altri alimenti dolci.
Al termine della pellicola, il protagonista riprende il suo normale regime alimentare (in cui viene eliminato lo zucchero raffinato e la caffeina) e, nel giro di un paio di mesi, ritorna in piena forma.

## Riconoscimenti
- 2015/II - AACTA Awards[5]
  - Miglior documentario lungometraggio
- 2015 - Edinburgh International Film Festival
  - Candidatura per il miglior documentario lungometraggio
- 2015 - Australian Screen Editors
  - Candidatura per il miglior montaggio in un video musicale
- 2015 - Australian Cinematographers Society
  - Miglior fotografia in un video musicale a Judd Overton
  - Miglior fotografia in un documentario/cinema/televisione a Judd Overton